# Franc-Tireur (Widerstandsbewegung)
Die Résistancegruppe Franc-Tireur wurde 1941 in Lyon von Jean-Pierre Lévy und Antoine Avinin in der anfangs noch nicht besetzten Südzone Frankreichs gegründet.

## Organisation
Die Gruppe wurde von Lévy geleitet und bestand aus Sozialisten, Kommunisten und Liberalen, die sich aus Abscheu vor dem Vichy-Regime dem Ideal einer unabhängigen Französischen Republik verschrieben hatten.
Im Dezember 1941 begann die Gruppe mit der Herausgabe der Untergrundzeitung Franc-Tireur, die regelmäßig monatlich erschien und anfangs über eine Auflage von 5.000 Exemplaren, im August 1944 eine Auflagenstärke von 150.000 Exemplaren erreichte. Unter den Personen, die an dieser Untergrundzeitung beteiligt waren, war auch der berühmte Historiker Marc Bloch.
Auch wenn die Gruppe in Lyon ihren Schwerpunkt hatte, verfügte sie in der Auvergne, im Limousin und im Mittelmeerraum über Mitglieder.
Im Februar 1942 nahm Lévy mit Jean Moulin Gespräche über die Vereinigung der drei in der Südzone operierenden Widerstandsgruppen,
- der Franc-Tireur,
- dem Combat Henri Frenays und
- der Libération Sud von Emmanuel d’Astier de La Vigerie auf,

die in der Gründung des Mouvements unis de la Résistance (MUR) mündete.
Im Mai 1943 erreichte Jean Moulin endlich, dass neben den drei oben erwähnten Gruppen auch
- der Front National von Pierre Villon,
- das Comité d’action socialiste von Pierre Brossolette und
- die Armée secrète von Charles Delestraints

gemeinsam mit den Résistancegruppen aus der Nordzone
- Organisation civile et militaire OCM
- Libération Nord
- Ceux de la Résistance
- Ceux de la Libération

den Conseil national de la Résistance (CNR; dt. Nationaler Widerstandsrat), eine Art Widerstandsparlament im Untergrund bildeten. Sie dokumentierten damit ihren Willen, dass jetzt die interne Résistance zusammen mit dem externen Komitee France libre das kämpfende Frankreich (France combattante) bildeten, im Gegensatz zu dem kollaborierenden Frankreich des Vichy-Regimes. Gleichzeitig stärkte dieses Untergrundparlament Charles de Gaulle politisch den Rücken, in dem es seinen Oberbefehl akzeptierte und eine Unterstellung unter General Henri Giraud ablehnte.

## Einige weitere Mitglieder der Widerstandsgruppe Franc-Tireur
- Édouard Alexander
- Georges Altman
- Eugène Claudius-Petit
- Noël Clavier
- Yves Farge
- André Ferrat
- Léon Martin
- Elie Péju
- Auguste Pinton
- Albert Rohmer
- Henri Romans-Petit
- Jean-Jacques Soudeille